# ロバート・シラー
ロバート・シラー（Robert James Shiller、1946年3月29日 - ）は、デトロイト出身のアメリカ合衆国の経済学者。
イェール大学教授。専攻は金融経済学、行動経済学。著書「根拠なき熱狂」 (Irrational Exuberance') で知られる。2013年にノーベル経済学賞を受賞。
ITバブルの崩壊やサブプライム危機へ警鐘を鳴らしたことで知られる。
投資運用会社マクロマーケットLLCの共同創設者兼チーフエコノミストでもある。

## 略歴
- 1946年 - ミシガン州デトロイトで生まれる。
- 1963年 - カラマズー大学に入学する。
- 1965年 - ミシガン大学に転学。
- 1967年 - ミシガン大学卒業（B.A.）。
- 1968年 - マサチューセッツ工科大学（MIT）からS.M.を取得する。
- 1972年 - マサチューセッツ工科大学（MIT）からPh.D.を取得する。
  - この間、ペンシルバニア大学ウォートンスクール、ミネソタ大学、およびロンドン・スクール・オブ・エコノミクス（LSE）などで教える。
- 1980年 - 全米経済研究所（NBER）研究員。
- 1981年 - 効率的市場のついて、論文“Do stock prices move too much to be justified by subsequent change in dividends? ”AERを書く。
- 1982年 - イェール大学で教えるようになる。
- 2005年 - アメリカ経済学会副会長を務める。
- 2006年〜2007年 - 東部経済学会会長を務める[3]。
- 2009年 - 金融経済学でDeutsche Bank Prizeを受ける。
- 2012年 - トムソン・ロイター引用栄誉賞を受ける。
- 2013年 - ノーベル経済学賞を受ける。
- 2016年 - アメリカ経済学会会長。
- 2022年 - イェール大学経済学部のスターリング教授を務め[4]、イェール大学経営大学院国際金融センターの研究員でもある[5]。

## 業績
- アメリカの「S&Pケース・シラー住宅価格指数」を作り上げた。これは、全米の主要都市圏における一戸建て住宅の再販売価格動向を示す指数である。

## 主張
- 『根拠なき熱狂』（2000年）で株式のバブルについて警告し、第2版（2005年）では株式と住宅のバブルを指摘した。経済学者が間違ったのは、（1）過去10年から30年のデータに基づいており、（2）市場参加者の心理的要因を考える行動経済学を無視していた。

## その他
- ボルボの新車を買うときにはディラーの数々の釣りを避けたがメンテナンスではカモの仲間入りした[注釈 1]。
- ヴェールに隠された属性の理論について試験を行った。グルメキャットフードは本当に美味しいのか食べてみたら七面鳥、ツナ、アヒル、羊の味は感じられなかった[注釈 1]。

## 主な著作
- Market Volatility, Robert J. Shiller, MIT Press (1990), ISBN 0-262-19290-X.
- Macro Markets: Creating Institutions for Managing Society's largest Economic Risks, Robert J. Shiller, Clarendon Press, New York: Oxford University Press (1993), ISBN 0-19-828782-8.
- Irrational Exuberance, Robert J Shiller, Princeton University Press (2000), ISBN 0-691-05062-7.
  - 『投機バブル・根拠なき熱狂――アメリカ株式市場、暴落の必然』、植草一秀・沢崎冬日共訳、ダイヤモンド社、2001年
- The New Financial Order: Risk in the 21st Century, Robert J. Shiller, Princeton University Press (2003), ISBN 0-691-09172-2.
  - 『新しい金融秩序――来るべき巨大リスクに備える』、田村勝省訳、日本経済新聞社、2004年
- Animal Spirits: How Human Psychology Drives the Economy, and Why It Matters for Global Capitalism, George A. Akerlof and Robert J. Shiller, Princeton University Press (2009), ISBN 978-0-691-14233-3.
  - （ジョージ・A・アカロフと共著）『アニマルスピリット』、山形浩生訳、東洋経済新報社、2009年
- Finance and the Good Society, Robert J. Shiller, Princeton University Press (2012), ISBN 0-691-15488-0.
  - 『それでも金融はすばらしい――人類最強の発明で世界の難問を解く。』、山形浩生訳、東洋経済新報社、2013年
- The Subprime Solution: How Today's Global Financial Crisis Happened, and What to Do about It, Robert J. Shiller, Princeton University Press (2008), ISBN 0-691-13929-6.
  - 『バブルの正しい防ぎかた――金融民主主義のすすめ』、黒坂佳央監訳、日本評論社、2014年
- Phishing for Phools: The Economics of Manipulation and Deception, George A. Akerlof and Robert J. Shiller, Princeton University Press (2015), ISBN 978-0-691-16831-9.
  - （ジョージ・A・アカロフと共著）『不道徳な見えざる手』、山形浩生訳、東洋経済新報社、2017年
- Narrative Economics: How Stories Go Viral and Drive Major Economic Events, Robert J. Shiller, Princeton University Press (2019), ISBN 978-0691182292.
  - 『ナラティブ経済学』、山形浩生訳、東洋経済新報社、2021年